# 波森鎮區 (密歇根州)
波森鎮區（英語：Posen Township）是位於美國密歇根州普雷斯克艾爾縣的一個行政鎮區。

## 地方資料
波森鎮區的面積為92.00平方千米，當中陸地面積為91.40平方千米，而水域面積為0.60平方千米。根據2020年美國人口普查的數據，當地共有人口808人，而人口密度為每平方千米8.78人。